# ديناميكيات المفاتيح
ديناميكيات خبط المفاتيح Keystroke Dynmics أو بيومتريات خبط المفاتيح Keystroke مقياس حيوي أو ديناميكيات الطباعة بلوحة المفاتيح Typping Dynamics هي المعلومات التفصيلية الزمنية التي تصف متى جرى الضغط على أي مفتاح بلوحة المفاتيح ومتى جرى إطلاقه. تستخدم هذه المعلومات التفصيلية كوسيلة من وسائل التعرف على مستخدمي أو زوار المواقع الإلكترونية، قد تستخدمه المصارف لإضافة طبقة من الحماية لحسابات العملاء منعًا للتزوير أو تستخدمه الهيئات المخابراتية للتعرف على الأشخاص ذوي الاهتمام.
تستخدم البيومتريات السلوكية لديناميكيات خبط لوحة المفاتيح الطريقة والإيقاع الذي يطبع به الشخص المحارف بلوحة المفاتيح. يقاس إيقاع خبط المفاتيح للمستخدم لبناء قالب بيومتري مميز لنمط طباعة المستخدم من أجل التصديق المستقبلي. ويمكن تسجيل القياسات الخام المتاحة من معظم لوحات المفاتيح من أجل تحديد زمن المكوث Dwell time (زمن ضغط المفتاح) وزمن الطيران Flight time (وهو الزمن بين رفع الإصبع عن المفتاح وضغط المفتاح). تعالج بيانات ضغط المفاتيح المسجلة عبر خوارزمية عصبية مميزة، وهي التي تحدد نمطًا أساسيًا من أجل المقارنة المستقبلية. وعلى نحو مشابه، يمكن استخدام معلومات الاهتزاز لإنشاء نمط من أجل الاستخدام المستقبلي في مهام التعرف والتصديق.